# Charlotte Schiffler
Charlotte Schiffler (* 29. April 1909 in Elberfeld; † 7. November 1992 in Fulda) war eine Frankfurter Lokalpolitikerin, die sich durch ihre ökumenische Arbeit, Friedensarbeit und soziales Engagement auszeichnete. Sie war aktiv im Katholischen Deutschen Frauenbund (KDF) und in dessen Vorstand tätig.
1944 wurde sie an der Universität Frankfurt in Germanistik promoviert. Sie war 1950 Abgeordnete im ersten hessischen Landtag, Stadtverordnete der Stadt Frankfurt am Main und ehrenamtliche Stadträtin. Für ihre Verdienste wurden ihr der Titel Stadtälteste und das Bundesverdienstkreuz verliehen. Sie förderte zeitlebens das ökumenische Hedwig-Dransfeld-Haus in Bendorf, mit dem sie eng verbunden war, seitdem sie dort 1929–33 als Sekretärin des Jugendbundes des KDF gearbeitet hatte. Ab 1951 nahm sie mit ihrem Mann Leonhard Schiffler nach und nach acht schwarze und zwei weiße Pflegekinder in ihrem zu diesem Zweck gebauten Haus in Frankfurt-Oberrad auf.
Sie baute in den 1970er Jahren den deutschen Freundeskreis des von Bruno Hussar gegründeten arabisch-jüdischen Friedensdorfes Neve Shalom/Wahat As-Salam auf. Sie setzte sich dafür ein, dass der damals unbekannte und mittellose Oskar Schindler von der Stadt Frankfurt eine Ehrenpension erhielt. Schiffler wurde 1991 mit der Johanna-Kirchner-Medaille der Stadt Frankfurt am Main ausgezeichnet. Zusammen mit Wolfgang Thierse erhielt sie im Jahre 1992 in Berlin für ihr Engagement in Neve Shalom den Moses-Mendelssohn-Preis. 2001 wurde eine Straße in Frankfurt-Oberrad nach ihr benannt.